# نلسون ویپر
نلسون ویپر (انگلیسی: Nelson Weiper؛ زادهٔ ۱۷ مارس ۲۰۰۵) بازیکن فوتبال اهل آلمان است که در حال حاضر برای باشگاه فوتبال ماینتس ۰۵ بازی می‌کند. 
وی همچنین در تیم‌های ملی فوتبال تیم ملی فوتبال زیر ۱۷ سال آلمان، تیم ملی فوتبال زیر ۱۸ سال آلمان و زیر ۲۱ سال آلمان بازی کرده است.